# Аманакське підземне сховище газу
Аманакське підземне сховище газу – об’єкт нафтогазової інфраструктури, майданчик якого знаходиться в Самарській області Росії.
Сховище, закачування газу до якого почалось в 1959 році, створили на основі виснаженого газового родовища. Зберігання газу відбувається у пласті калиновської свити казанського ярусу (верхня перм), при цьому покрівля пласта залягає на глибині 240 метрів, а товщина досягає 49 метрів.
Активна ємність сховища складає 55 млн м3 при максимальному добовому відборі у 0,37 млн м3.
Фонд експлуатаційних свердловин ПСГ налічує 5 одиниць.
В 2010 році відбір газу зі сховища був припинений через поганий технічний стан.
Сховище сполучене з газопроводом Похвістнєво – Самара, а закачування газу забезпечує належна до зазначеного газопроводу компресорна станція Похвістнєво.